# 共和广场 (佛罗伦萨)

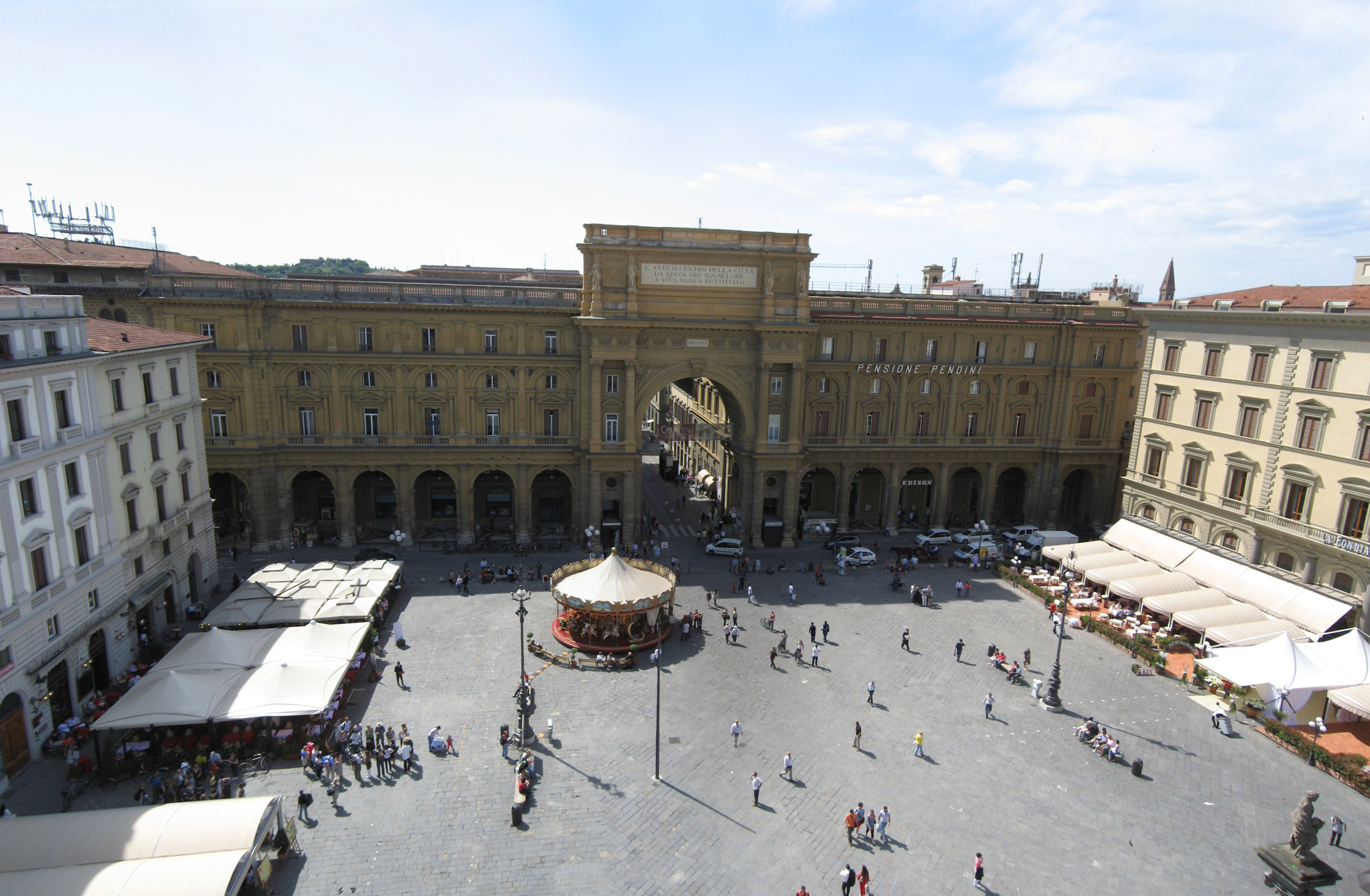
佛罗伦萨共和广场

共和广场（Piazza della Repubblica）是意大利佛罗伦萨的一个城市广场。这个地点最初是古罗马城镇的中心广场，后来成为该市的旧犹太区，当佛罗伦萨成为统一的意大利首都期间，进行了城市改建，修建林荫大道，这个犹太区也被彻底清理。广场上仍可见到犹太区的遗迹。在广场上的咖啡馆中，Giubbe Rosse咖啡馆是著名艺术家和作家，特别是那些未来派艺术家的聚会场所。